# Битва при Фегелинзеке
Битва при Фегелинзеке (нем. Schlacht bei Vögelinseck) — сражение между ополчением аббатства Санкт-Галлен и повстанцами из земли Аппенцель и кантона Швиц, произошедшее 15 мая 1403 года. 

## Предыстория
С XI века аббатство Санкт-Галлен держало под своим феодальным правлением многочисленные коммуны Аппенцелля. Причиной конфликта стали высокие налоги, взимаемые аббатством Санкт-Галлен. В начале 1401 года  Аппенцелль, стремясь к взаимопониманию, заключил союз с городом Санкт-Галлен, городской совет которого обвинил настоятеля монастыря Куно фон Штоффельна в связях с Габсбургами. Вскоре к оппозиции присоединились и другие швейцарские города. Эта ситуация побудила австрийского герцога Фридриха IV Габсбурга выступить на стороне аббата Санкт-Галлена. Опасаясь войны, города-союзники Аппенцелля отказались оказывать военную помощь мятежникам, оставив коммуну без поддержки. В 1403 году кантон Швиц оказал помощь Аппенцеллю, подписав с ним соответствующее соглашение и направив на помощь опытные воинские части. В этой ситуации аббат Куно фон Штоффельн решил предпринять военные действия против штаб-квартиры повстанцев в Санкт-Галлене.

## Ход боя
Армия аббатства двинулась тремя колоннами. На передовой находились 200 плотников, задачей которых было устранить возможные препятствия на местности. За ними последовал отряд лучников, а затем и остальная часть армии. Армии аббатства не хватало опыта и талантливых командиров. Они просто недооценили силы повстанцев, рассчитывая на легкую и быструю победу. Тем временем силы повстанцев подготовили блокаду дороги в направлении Фёгелинсегга, заняв позиции на окрестных холмах. Когда прибыла армия аббатства, войска из Аппенцелля и Швица атаковали в лоб, одновременно отправив часть войск для обхода противника с флангов. Атака застала захватчиков врасплох, поскольку они не смогли воспользоваться своим численным преимуществом в узком ущелье. Лучники далеко впереди почти не сделали ни одного выстрела. В результате кровопролитного боя войска аббатства были разгромлены. Увидев поражение основной армии, авангард бежал, увлекая за собой пехоту. Аппенцелльские войска преследовали бегущих пленных вплоть до городских ворот Санкт-Галлена. Войска аббатства потеряли 300 человек, в основном набранных из контингентов городов Боденской Швабии. На стороне Аппенцелля погибло 8 человек.

## Результаты
Победа повстанцев стал важной предпосылкой на пути приобретения независимости кантона Аппенцелль.